# Prestoea
Prestoea ist eine Pflanzengattung innerhalb der Familie der Palmengewächse (Arecaceae). Die etwa zehn Arten sind in der Neotropis verbreitet.

## Beschreibung

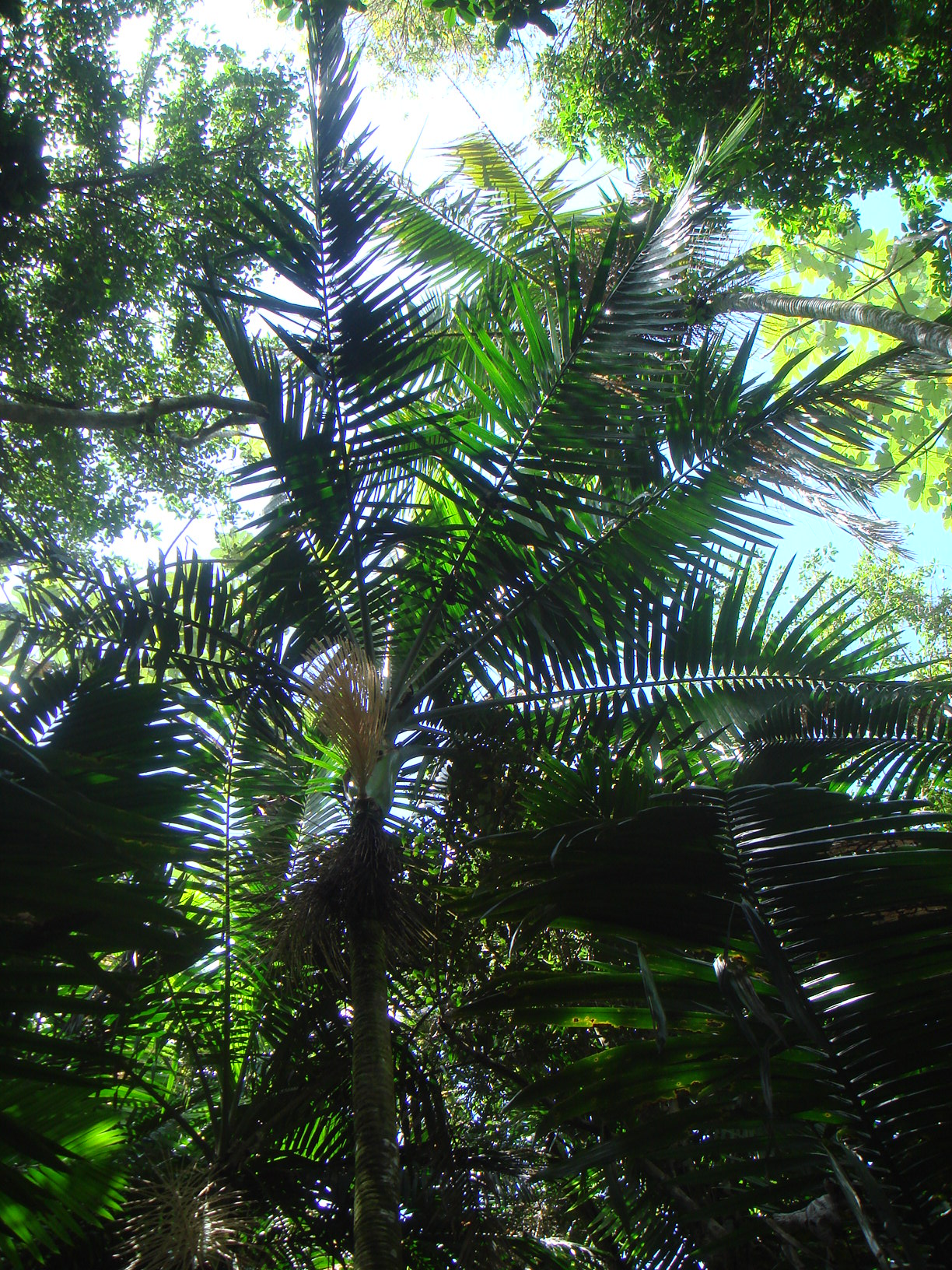
Prestoea acuminata

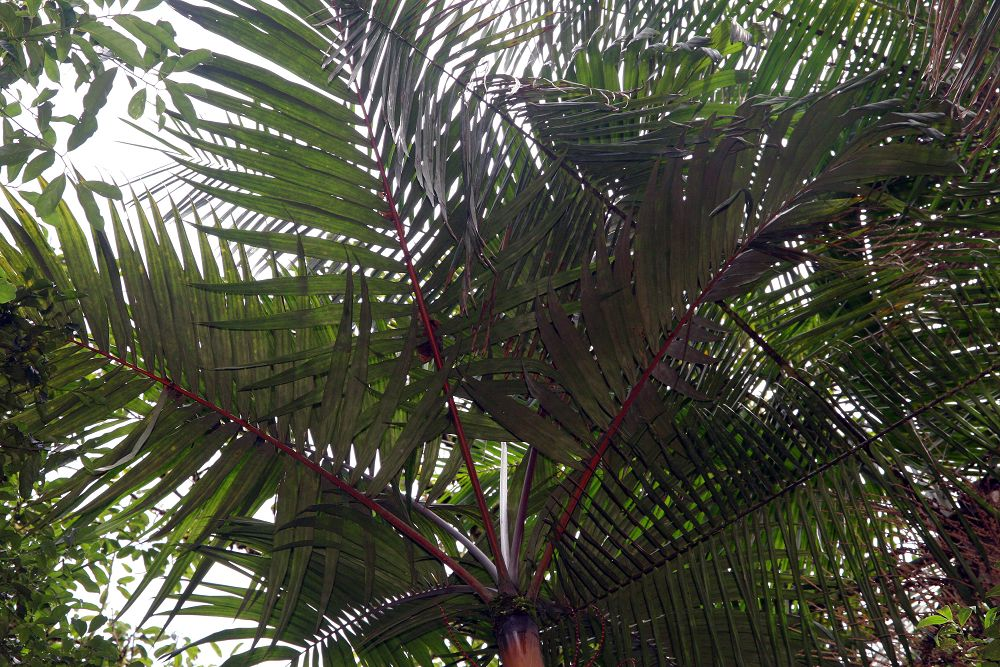
Prestoea ensiformis

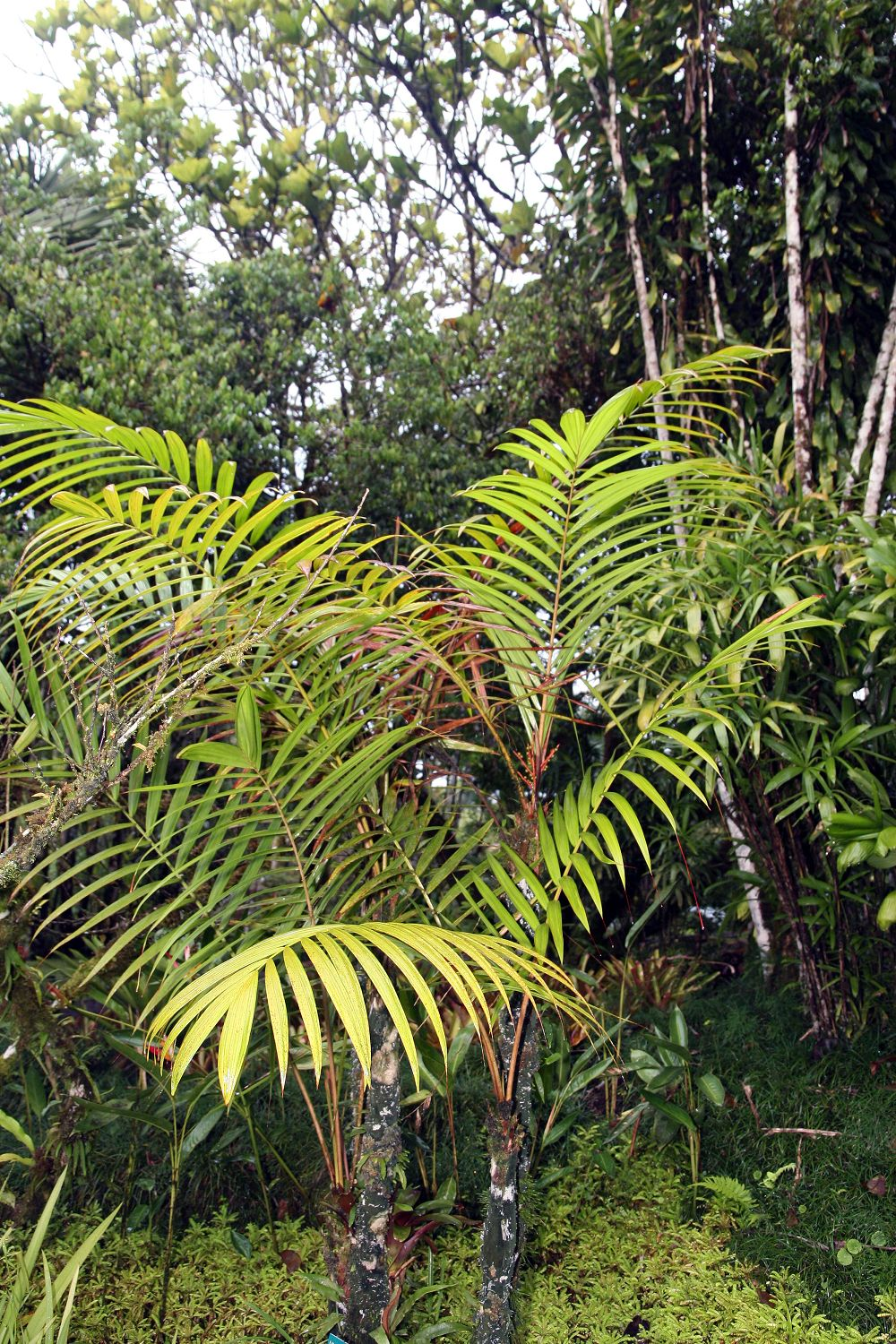
Prestoea longepetiolata

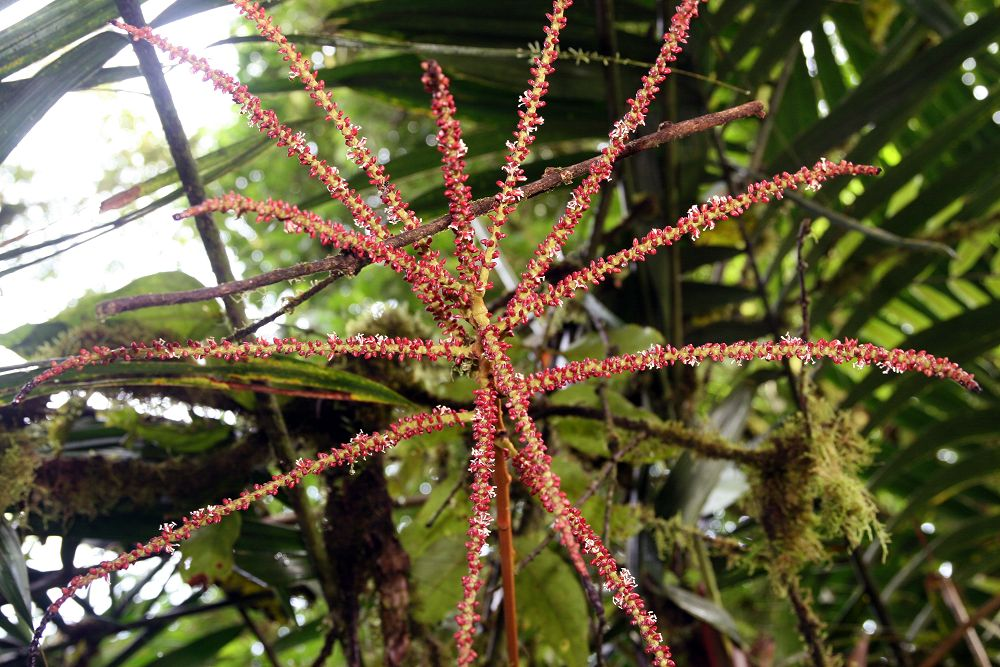
Blütenstand von Prestoea longepetiolata

### Vegetative Merkmale
Prestoea-Arten sind mehrstämmig, selten einzelstämmig. Die Stämme der Prestoea-Arten  sind kurz bis mittelgroß.
Die Blätter sind gefiedert, selten einfach. Die Blattscheide ist offen und bilden keinen Kronenschaft. Selten ist sie teilweise geschlossen und bilden einen teilweisen Kronenschaft. Der Blattstiel ist kurz bis lang, an der Oberseite konkav, an der Unterseite abgerundet. Die Rhachis ist an der Oberseite gefurcht, an der Unterseite gerundet oder flach. Die Fiederblättchen sind wenige oder zahlreich, meist lineal-lanzettlich mit mehreren Nebenadern zu jeder Seite der Mittelrippe.

### Generative Merkmale
Die Blütenstände entspringen zwischen den Blättern und sind während der Anthese aufrecht oder bogig. Der Blütenstandsschaft ist häufig lang, dabei länger als die Blütenstandsachse. Das Vorblatt ist kürzer als das Hochblatt am Blütenstandsschaft und es ist meist dauerhaft. Das Hochblatt ist lederig und meist dauerhaft. Die einfach verzweigten, seltener ährenförmig oder rispigen Blütenstände sind proterandrisch. Die Seitenachsen des Blütenstands sind zerstreut behaart, während der Anthese weiß, zur Fruchtreife rot. Die Blüten stehen in Triaden.
Die eingeschlechtigen Blüten sind dreizählig.
Die männlichen Blüten sind asymmetrisch. Die Kelchblätter sind nicht verwachsen und überlappen sich im unteren Bereich etwas. Die Kronblätter sind ebenfalls nicht verwachsen und stehen klappenartig zueinander. Die sechs Staubblätter haben dorsifixe, pfeilförmige Antheren. Die weiblichen Blüten haben freie, breit überlappende Kelchblätter. Die Kronblätter sind ebenso frei, unten breit überlappend, oben kurz klappig. Es gibt sechs Staminodien. Der Fruchtknoten ist einfächrig mit einer Samenanlage. Die Samenanlage ist seitlich angebracht.
Die Früchte sind kugelig, der Narbenrest verbleibt etwas unterhalb der Spitze. Der Samen besitzt einen basal stehenden Embryo. Die Raphe ist netzförmig verzweigt. Die Narbe (Hilum) ist länglich. Das Endosperm ist gefurcht, selten homogen. Das Primärblatt ist zweiteilig oder gefiedert.

## Systematik und Verbreitung
Die Gattung Prestoea wurde 1884 durch Joseph Dalton Hooker in Report on the Progress and Condition of the Royal Gardens at Kew, Jahrgang 1884, Seite 56 für die Art Prestoea pubigera aufgestellt, die davor in die Gattung Hyospathe gestellt worden war. Prestoea pubigera (Griseb. & H.Wendl.) Hook. f. ist auch Typusart der Gattung Prestoea. Der Gattungsname Prestoea ehrt den britischen Naturforscher und Botaniker Henry Prestoe (1842–1923).
Die Gattung Prestoea Hook. f. gehört zur Tribus Euterpeae in der Unterfamilie Arecoideae innerhalb der Familie Arecaceae, gestellt. Eine umfangreiche kladistische Analyse ergab als Schwestergruppe die Gattung Neonicholsonia, allerdings fehlte in dieser Analyse von den Vertretern der Tribus die Gattung Oenocarpus.
Die Vertreter der Gattung kommen auf den Antillen, in Zentralamerika sowie in Südamerika in den Anden und im Hochland von Guayana vor.
Henderson und Galeano akzeptierten 1996 in ihrer Monographie zehn Arten; an dieser Zahl hat sich nichts geändert:
- Prestoea acuminata (Willd.) H.E.Moore: Es gibt drei Varietäten:[5]
  - Prestoea acuminata (Willd.) H.E.Moore var. acuminata: Sie ist von Nicaragua, Costa Rica sowie Panamá über Trinidad und Tobago bis ins westliche Südamerika verbreitet.[5]
  - Prestoea acuminata var. dasystachys (Burret) A.J.Hend. & Galeano: Sie kommt im kolumbianischen Santander sowie im nordwestlichen Venezuela vor.[5]
  - Prestoea acuminata var. montana (Graham) A.J.Hend. & Galeano: Sie kommt auf vielen karibischen Inseln vor.[5]
- Prestoea carderi (W.Bull) Hook. f.: Sie kommt vom westlichen Südamerika bis Venezuela vor.
- Prestoea decurrens H.E.Moore: Sie kommt von Nicaragua über Costa Rica sowie Panamá bis Kolumbien sowie zum westlichen Ecuador vor.[5]
- Prestoea ensiformis (Ruiz & Pav.) H.E.Moore: Das Verbreitungsgebiet erstreckt sich von Costa Rica bis zum zentralen Peru.
- Prestoea longepetiolata (Oerst.) H.E.Moore: Es gibt drei Varietäten:[5]
  - Prestoea longepetiolata var. cuatrecasasii (H.E.Moore) A.J.Hend. & Galeano: Sie kommt nur im nordöstlichen Kolumbien sowie nordwestlichen Venezuela vor.[5]
  - Prestoea longepetiolata (Oerst.) H.E.Moore var. longepetiolata: Sie kommt in Zentralamerika vor.[5]
  - Prestoea longepetiolata var. roseospadix (L.H.Bailey) A.J.Hend. & Galeano: Sie kommt nur in Costa Rica sowie im westlichen Panama vor.[5]
- Prestoea pubens H.E.Moore: Es gibt zwei Varietäten:[5]
  - Prestoea pubens H.E.Moore var. pubens: Sie kommt nur im westlichen Kolumbien vor.[5]
  - Prestoea pubens var. semispicata (de Nevers & A.J.Hend.) A.J.Hend. & Galeano: Dieser Endemit kommt nur in Panama vor.[5]
- Prestoea pubigera (Griseb. & H.Wendl.) Hook. f.: Sie kommt im nördlichen Teil der Insel Trinidad und das nordwestliche Venezuela vor.[5]
- Prestoea schultzeana (Burret) H.E.Moore: Das Verbreitungsgebiet erstreckt sich vom südöstlichen Nicaragua bis Peru.[5]
- Prestoea simplicifolia Galeano:  Dieser Endemit kommt nur in der kolumbianischen Provinz Antioquia vor.[5]
- Prestoea tenuiramosa (Dammer) H.E.Moore: Das Verbreitungsgebiet erstreckt sich von südlichen Venezuela bis Guayana und dem nördlichen Brasilien.[5]

## Belege